# Lyssomanes portoricensis
Lyssomanes portoricensis là một loài nhện trong họ Salticidae.
Loài này thuộc chi Lyssomanes. Lyssomanes portoricensis được Alexander Petrunkevitch miêu tả năm 1930.